# Guy d'Hardelot
Guy d'Hardelot (Château d'Hardelot, agosto de 1858 - 7 de enero de 1936) seudónimo de Helen Guy, después Helen Rhodes y Helen Guy Rhodes, fue una compositora francesa, pianista y profesora.

## Biografía
D'Hardelot nació como Helen Guy, de padre inglés y madre francesa. Nació en Château d'Hardelot, cerca de Boulogne-sur-Mer, en Francia. Este viejo castillo, del que tomó su seudónimo, fue ocupado por Enrique VIII y Ana Bolena.
A la edad de quince años se fue a París, donde estudió en el Conservatorio de París con Marie Renaud-Maury (1852-1928). Coincidieron con ella Charles Gounod y Victor Maurel, que quedaron muy impresionados por su capacidad. También conoció a Jules Massenet, quien la animó a componer. Al mudarse a Londres se convirtió en alumna de Clarence Lucas. Emma Calvé fue una buena amiga de d'Hardelot e hizo mucho para dar a conocer sus canciones.
La mayor parte de su vida, d'Hardelot se dedicó a la enseñanza del canto y la dicción en su casa de Londres. Muchos de sus alumnos alcanzaron el éxito. En 1896 realizó una gira por los Estados Unidos con Calvé. Su primer éxito real como compositora lo obtuvo con "Because", aunque su canción "Sans Toi" había tenido anteriormente una acogida favorable. Entre sus otros éxitos se pueden mencionar "I Know a Lovely Garden", "I Think", "I Hidden My Love", "Dawn", y "A Bunch of Violets".
Tuvo un éxito singular como escritora de canciones, en las que combinó la delicadeza francesa con la solidez inglesa. Pocas mujeres compositoras se hicieron más populares a principios del siglo XX que d'Hardelot y su éxito se lo ganó por méritos propios. A pesar de la ayuda de muchos amigos, pasó algún tiempo antes de que lograra este éxito.
Adoptó un seudónimo masculino porque en la época no estaba admitido que las mujeres compusieran,menos aún exitosas canciones de amor.
Murió en 1936, haciéndose eco el diario The New York Times que le dedicó un artículo.
Su hermana Edith Dick también fue compositora.